# Амвросий (Либин)
Епископ Амвросий (в миру Николай Ксенофонтович Либин; 14 [26] января 1878, Калуга — 29 ноября 1937, Саратов) — епископ Русской православной церкви, епископ Лужский, викарий Ленинградской епархии.

## Биография
Родился 14 января 1878 года в Калуге в семье чиновника из дворян.
В 1901 окончил юридический факультет Санкт-Петербургского университета.
С 4 сентября 1901 года — помощник присяжного поверенного. С 4 сентября 1906 года — присяжный поверенный, практиковал в Петербурге по адресу: Гусев переулок, д. 3, кв. 5. У него был помощник: с 3 января 1909 года — А. В. Сомов.
12 декабря 1917 года от Казанского собора выбран в совет братства приходских советов Петрограда.
14 декабря 1919 года рукоположён во диакона к Казанскому собору Петрограда, 22 мая 1920 года — во священника к тому же собору, где служил до февраля 1923 года Ключарь собора, в 1921 году возведён в сан протоиерея.
Арестован 28 февраля 1923 года, освобождён 14 марта за отсутствием состава преступления. Вновь арестован 3 февраля 1924 года по делу о «православных братствах». Приговорен 26 сентября 1924 года к двум годам концлагерей. Отбывал срок на Соловках; в лагере работал письмоводителем канцелярии, был членом иконографической комиссии Соловецкого музея.
После освобождения в ноябре 1926 — декабре 1927 годов служил в кафедральном соборе Воскресения Христова (Спаса-на-Крови).
При появлении в Ленинграде «иосифлянской» оппозиции остался в послушании каноническому священноначалию и был вынужден уйти из собора.
В июле 1928 года пострижен в мантию, возведён в сан архимандрита и назначен наместником Александро-Невской лавры, вместо удалённого из Ленинграда епископа Григория (Лебедева).
14 июля 1929 года хиротонисан во епископа Лужского, викария Ленинградской епархии, с оставлением наместником лавры.
10 октября 1933 года освобождён от звания наместника Александро-Невской лавры в связи с тем, что «она существует уже не как монастырь, а как приход».
Арестован в Ленинграде 20 марта 1935 года и по Постановлению особого совещания при НКВД СССР направлен в ссылку в Саратов сроком на 5 лет. С этого времени числился «уволенным на покой».
3 ноября 1937 года арестован по обвинению в «антисоветской агитации в церкви во время службы».
21 ноября 1937 года приговорён к расстрелу. Расстрелян 29 ноября 1937 года в Саратове.